# Victor Posner
Victor Posner (18 septembre 1918 - 11 février 2002) est un homme d'affaires américain. Il a été l’un des dirigeants d’entreprise les mieux payés de sa génération. Il a été un pionnier des acquisitions par emprunt et est devenu célèbre pour ses démembrements d'actifs (en) .

## Carrière
D'origine juive russe, il est né à Baltimore, Maryland, l'un des neuf enfants des épiciers Morris et Mary Posner. Bien qu'il ait quitté l'école à 13 ans, il a affirmé avoir gagné son premier million de dollars à 21 ans en investissant dans l'immobilier, bien que les dossiers financiers ne le confirment pas[réf. nécessaire].
Profitant de la demande de logements en Amérique après la Seconde Guerre mondiale, en 1948, il aménage des terrains et construisit des maisons dans la région de Baltimore et, en 1952, construit plus de 1 100 logements par an. En 1954, il s'installe à Miami Beach, en Floride, où il continue d'investir dans l'immobilier et dans des sociétés cotées en bourse. Il arrive à la tête de nombreuses entreprises au cours de sa carrière, notamment Security Management Corporation (propriétaire d'immeubles locatifs dans le Maryland et en Floride), DWG Corporation (en) (Arby's et Royal Crown), NVF Company (en), Sharon Steel Corporation, Pennsylvania Engineering Corporation, Salem Corporation, APL Corporation, Evans Products, Graniteville et Southeastern Public Service Company.
Le principal véhicule de Posner était la Deisel-Wemmer Co., un fabricant et importateur de cigares basé dans l'Ohio, fondé en 1884. Le 23 janvier 1929, Deisel-Wemmer s'est constituée sous le nom de Deisel-Wemmer-Gilbert Corporation (DWG) lors de son acquisition par un groupe d'investissement. DWG était une petite entreprise et, juste pour conserver sa part de marché, elle a acheté d'autres petites sociétés de cigares comme Odin cigars en 1930 et Bernard Schwartz Cigar Corporation en 1939. Le 15 mai 1946, la société a changé son nom pour le nom plus simple de DWG Cigar Corporation. Une autre série d'acquisitions a commencé en 1948 avec la société Nathan Elson, suivie par A. Sensenbrenner & Sons en 1955 et en 1956, Yocum Brothers, Chicago Motor Club Cigar et Reading de Yocum Brothers, basé en Pennsylvanie. Avec l’affaiblissement du marché du cigare à la suite des avis médicaux défavorables, de nombreux fumeurs se sont tournés vers la cigarette, alors considérée comme plus sûre. DWG a ensuite rationalisé ses opérations de cigares et a commencé à rechercher d'autres entreprises susceptibles de convenir à la force de vente en gros et de distribution de DWG. La Bourse de New York a radié DWG de la cote en 1965, la société a ensuite vendu ses activités de cigares restantes ou les a fermées en 1966. Rebaptisée DWG Corporation, DWG a utilisé l'argent provenant de la vente de son activité de cigares pour acheter une part de 12 % de la National Propane Corporation. Security Management Company, dirigée par Victor Posner, un investisseur majeur dans DWG, a vu le potentiel de l'entreprise car elle a eu l'audace de vendre son activité principale. Posner y a vu un bon véhicule de rachat et est devenu la participation majoritaire de DWG.
| Acquisition                         | industrie                                                                      | année        | intérêt                   |
| ----------------------------------- | ------------------------------------------------------------------------------ | ------------ | ------------------------- |
| National Propane Corporation        | gaz                                                                            | 1966         | 12 % de part              |
| Wilson Brothers                     | chemisier                                                                      | janvier 1967 | participation majoritaire |
| National Propane Corporation        | gaz                                                                            | 1967         | 77%                       |
| Southeastern Public Service Company | entreprise de maintenance et de stockage de services publics de taille moyenne | 1969         | 40%                       |
| Southeastern Public Service Company | entreprise de maintenance et de stockage de services publics de taille moyenne | 1970         | 11%                       |
| Graniteville Company                | fabricant de textiles                                                          | 1982         | 51%+                      |
| Axia Incorporated                   |                                                                                | 1984         | 25%                       |
| Evans Products                      | fibres                                                                         | 1984         |                           |
| Fischbach Corp.                     | entrepreneur en électricité                                                    | 1985         |                           |

Filiales de la Southeastern Public Service Company
| Acquisition              | industrie                     | année | intérêt |
| ------------------------ | ----------------------------- | ----- | ------- |
| RC Cola                  | Breuvages                     | 1984  | 100%    |
| Arby's                   | chaîne de restauration rapide | 1984  | 100%    |
| a Texas grapefruit grove | produits                      | 1984  |         |

Posner se plaçait généralement comme président du conseil d'administration et président de chaque société appartenant à ses filiales, Security Management Company, DWG ou NVF, un fabricant de fibres vulcanisées qui contrôlait l'autre moitié des sociétés de Posner. Ainsi, tout en percevant une rémunération raisonnable dans chaque entreprise, la rémunération globale de Posner dépassait la rémunération des dirigeants de grandes entreprises comme General Motors. NVF contrôlait Sharon Steel Corporation, l'un des plus grands fabricants d'aciers spéciaux du pays, ce qui a entraîné des problèmes juridiques. Posner a siégé au conseil d'administration du fonds de pension de Sharon Steel et a ordonné au conseil d'administration d'investir dans les propriétés appartenant à Posner. En 1971, la SEC a intenté une action en justice, après quoi Posner a accepté de ne siéger à aucun conseil de retraite d'aucune de ses entreprises. Posner a essentiellement laissé les entreprises qui pouvaient se débrouiller avec un minimum de maintenance et sans plus. 
Avec une série d'acquisitions entre 1982 et 1985, DWG a été confronté à de lourdes dettes. Posner a contacté l'un de ses bailleurs de fonds, Carl Lindner Jr. (en), pour obtenir de l'aide. Au lieu de cela, en 1986, l'American Financial Corporation de Lindner a acquis des bons de souscription pour plus de 30 pour cent des actions de DWG. Linder a renoncé à exercer les mandats mais a forcé Posner à réduire son salaire de DWG. Posner a également commencé à vendre les actifs de DWG : les groupes de chemises Foxcroft et Enro et l'activité agrumes. Un accord pour Royal Crown a échoué.
Posner a été un associé de Michael Milken.
Un investisseur que Posner a contacté pour aider Sharon Steel à sortir de la faillite a indiqué que son avocat, Andrew Heine, pourrait vouloir acheter Fischbach Corp. Juste avant que Fischbach ne soit vendu, la Granada Investments Company de Heine a fait une offre sur la totalité de DWG à 22 $ par action. Posner a converti toutes les options de DWG en actions avec droit de vote, mais n'a pas pu les voter en raison d'une ordonnance d'un juge de l'Ohio. Granada a poursuivi Posner pour ne pas avoir pris l'offre au sérieux et Posner a répondu en déclarant que l'offre n'avait aucun mérite. Posner a perdu le procès en 1991 et a été contraint de verser 5, 5 millions de dollars à Granada. En outre, le juge a noté d'autres enquêtes sur les transactions boursières illégales dans le cadre de l'acquisition de Fischbach et de la rémunération de Posner. Trois administrateurs nommés par le tribunal ont été ajoutés au conseil d'administration de DWG en tant que comités d'audit, de rémunération et de transactions intersociétés.
Posner a empêché les administrateurs nommés de présenter leur rapport au conseil d'administration plénier, forçant le juge Lambros à convertir 50 % de la participation de Security Management Company dans DWG en actions privilégiées et à vendre le reste des actions ordinaires. Posner a démissionné de son poste de président de DWG en 1992 et a vendu ses actions à Trian Group, un partenariat d'investissement basé à New York et dirigé par Nelson Peltz et Peter May. Les actionnaires ont accepté d'abandonner leurs poursuites de longue date, affirmant que DWG avait été attaquée et dépouillée.

### Triarc
En 1993, le nom de DWG a été changé pour Triarc Companies, Inc. Peltz a été PDG de la société de 1993 à 2007, période pendant laquelle la société a vendu plusieurs participations afin de se concentrer sur les opérations d'alimentation et de boissons après avoir initialement décidé de se concentrer sur les boissons gazeuses., restauration rapide, textiles et gaz de pétrole liquéfié.
En août 1995, Triarc a acheté Mistic Brands, Inc. à Joseph Victori Wines, Inc. pour 97 millions de dollars, augmentant ainsi ses avoirs en boissons de Royal Crown Cola, et a transformé Mistic Brands en ajoutant de nouveaux produits. Triarc a vendu ses textiles en 1997.
En 1997, Triarc a acquis Snapple (en) auprès de Quaker Oats, qui avait racheté l'entreprise à la société d"acquisition par emprunt Thomas H. Lee Partners (en) en 1994 pour 1, 7 milliard de dollars. Quaker a arrêté les publicités de Wendy the Snapple Lady (Wendy Kaufman) et a vendu Snapple à Triarc pour 300 millions de dollars en 1994. Triarc a réintroduit Wendy the Snapple Lady. Cable Car Beverage Corporation, fabricant de Stewart's Root Beer (en) et d'autres saveurs, a été achetée par Triarc en novembre 1997.
La National Propane Corporation a été vendue en 1999.
Snapple, Mistic et Stewart's (anciennement Cable Car Beverage) ont été vendus par la société à Cadbury Schweppes en 2000 pour 1, 45 milliard de dollars. En octobre de la même année, Cadbury Schweppes a acheté Royal Crown à Triarc.

## Pionnier de la «OPA hostile»
Le magazine Forbes l'a décrit comme ayant l'arrogance d'un dictateur d'une république bananière et le New York Times l'a qualifié de doyen du rachat d'entreprises. The Economist a déclaré, après sa mort, « qu'il était un pionnier de l'OPA hostile d'une entreprise publique »: Il a rejeté la convention observée précédemment selon laquelle une OPA devait avoir l'accord du conseil d'administration existant. Il les jugeait sous-évalués, prenez le contrôle et exploitez le. Certaines parties étaient vendues, d'autres étaient fermées. Des trésors jusqu'alors inconsidérés, comme le fonds de pension des employés, étaient pillés et réinvestis dans les autres entreprises de M. Posner. Posner était un acteur non-conformiste dans le monde de la finance d'entreprise. Beaucoup de ses transactions étaient présumées illégales et il était étroitement surveillé par la Securities and Exchange Commission à partir du milieu des années 1980.
En 1969, il lance l’OPA hostile de Sharon Steel Corporation, l'une des premières acquisitions de ce type aux États-Unis. Sharon Steel possédait une usine de coke à Fairmont, en Virginie occidentale, une aciérie à Farrell, en Pennsylvanie, et une mine de charbon à Rachel, en Pennsylvanie. Son achat a été motivé par la faible valorisation de l'entreprise, le niveau de ses flux de trésorerie et son faible endettement. Elle était destinée à devenir une source de liquidités pour des investissements supplémentaires afin de capitaliser sur la hausse du prix du charbon pendant la crise énergétique du début des années 1970. Son investissement serait le précurseur du secteur des rachats par emprunt et des Junk bond des années 1980. Pendant ce temps, la cokerie Fairmont était l’une des pires pollueurs de la vallée de Monongahela et Posner a cessé d’y investir. Il a fermé ses portes en 1979.

### Déclin
La fin des années 1980 marque le début de sa chute. En 1987, Sharon Steel a opéré sous la protection du chapitre 11 contre les faillites. Au début, Posner est resté PDG et président, comme il est d'usage dans les réorganisations commerciales du chapitre 11. Face à l'objection de Posner, le tribunal des faillites a nommé un syndic pour prendre la relève peu de temps après, lorsque Posner a refusé d'annuler quelque 10 millions de dollars de paiements à lui-même et à son fils Steven (entre autres transferts douteux d'actifs de l'entreprise vers d'autres entreprises contrôlées par Posner), à une époque où Sharon Steel perdait 2 millions de dollars par mois. En appel, le Troisième Circuit a confirmé. DWG a été la cible d'une tentative de rachat par Granada Investments.
Evans Products a opéré sous la protection du chapitre 11 et n'a émergé que lorsque l'ancien président-directeur général Monford Orloff (en) a été ramené dans l'entreprise et que les fournisseurs et les prêteurs ont été assurés que Posner quitterait l'entreprise. 
En 1988, il n'a pas contesté l'évasion fiscale et la fraude pour avoir gonflé la valeur d'un terrain dont il avait fait don au Miami Christian College (en) en 1975. Il a été condamné à payer plus de 6 millions de dollars de frais et d'amendes et à consacrer 20 heures par semaine pendant cinq ans à travailler avec les sans-abri. Également en 1988, la SEC a poursuivi Drexel Burnham Lambert et a accusé Posner et son fils Steven de complot visant à dissimuler l'achat par Posner d'actions de l'entrepreneur en électricité Fischbach Corporation. De nouveau, en 1988, un juge des faillites lui a ordonné de restituer à la Sharon Steel Corporation plusieurs peintures originales de Norman Rockwell, qu'il avait retirées du siège social de l'entreprise lors de son acquisition.
Au début des années 1990, il s'est vu interdire d'exercer les fonctions de dirigeant dans une société cotée en bourse après avoir été nommé par la SEC dans un procès civil pour fraude en matière de valeurs mobilières impliquant  Michael Milken,  le légendaire roi des junk bonds.
Posner est décédé d'une pneumonie le 11 février 2002, après avoir souffert d'une santé déclinante pendant plusieurs années.

## Vie privée
Posner était partie dans une affaire historique en Floride concernant la validité et la portée autorisée des accords prénuptiaux.
Posner a eu deux enfants de son premier mariage : les jumeaux Steven et Gail , et deux enfants de son deuxième mariage avec Sari Posner (m. 1960-1966) : Tracy et Lance. Il n'était pas marié au moment de son décès. Sa petite amie, l'ancienne actrice Brenda Nestor Castellano, était également une partenaire commerciale.
En 1995, Steven a poursuivi son père en justice pour mauvaise gestion présumée de son entreprise, Security Management Corporation, affirmant que l'aîné Posner se payait trop d'argent et avait révoqué à tort Steven en tant que directeur de l'entreprise. Ils ont réglé le litige en tirant à pile ou face une part de biens d'une valeur de plus de 200 millions de dollars. Steven a été tué dans un accident de bateau à grande vitesse près de Miami, en Floride, le 29 novembre 2010. Gail est décédée le 19 mars 2010 à Miami Beach, en Floride.
Peu de temps avant sa mort, Posner a préparé un nouveau testament qui a retiré ses enfants et petits-enfants comme héritiers de sa succession, évaluée entre 200 millions et 1 milliard de dollars. Au lieu de cela, Brenda Nestor a été désignée comme la principale bénéficiaire. Les enfants de Posner et ses petits-enfants adultes ont intenté une action en justice au motif qu'il n'était pas compétent au moment d'effectuer les modifications. Les démêlés juridiques se sont poursuivis jusqu'à ce que le dernier procès soit réglé le 8 avril 2015, concernant la succession de 195 millions de dollars que Posner a léguée à Nestor. La Cour d'appel du troisième district de Floride a statué que Tracy Posner Ward ne pouvait pas poursuivre Nestor pour 5, 8 millions de dollars dans une fiducie que Victor Posner avait réservée pour la fille de Ward, Melody. En outre, la succession de Victor Posner a été immobilisée par des privilèges de la Pension Benefit Guaranty Corp., l'agence fédérale notant que le régime de retraite parrainé par la succession de Posner présentait un déficit de 38, 8 millions de dollars et que le plan a été résilié par l'agence.

## Honneurs
Les distinctions incluent le Centre Victor Posner pour les troubles de la communication, le Ear Institute de l'Université de Miami (nommé en son honneur) et un doctorat honorifique en droit de l'Université de Miami. En 1988, des dons de charité de 3 millions de dollars ont été ordonnés dans le cadre d'une condamnation pour évasion fiscale. Il devait également effectuer 5 000 heures de travaux d’intérêt général.